# Delopterus
Delopterus é um gênero de mariposa pertencente à família Crambidae.